# Laser Ranging Retro-Reflector

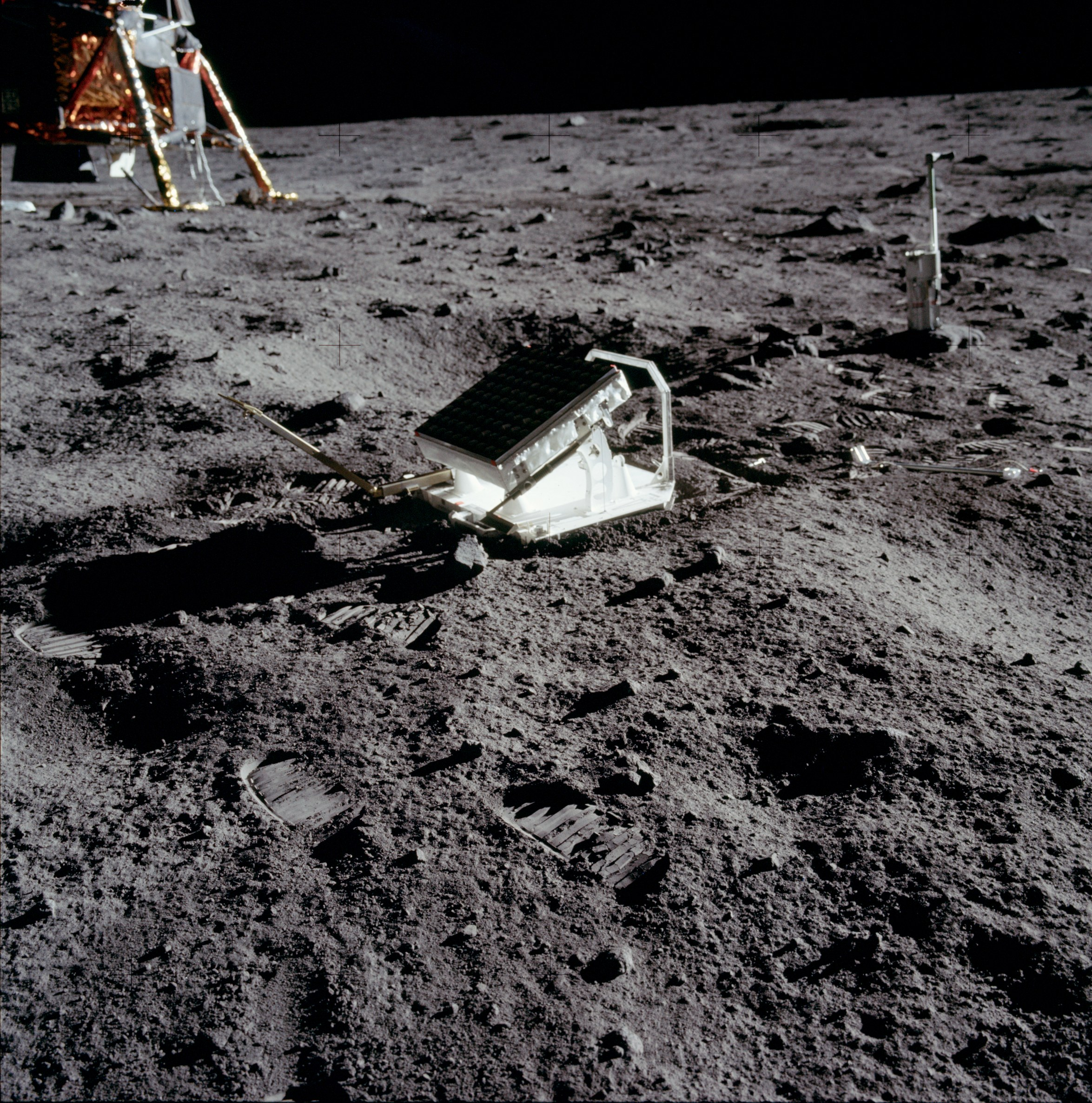
Fotografía del retrorreflector láser instalado en la Luna por el Apolo 11.

El  Laser Ranging Retro-Reflector (también conocido por sus siglas LRRR y ocasionalmente denominado LR-3) es un experimento instalado en el ALSEP de tres de las misiones Apolo (Apolo 11, 14 y 15) y de las dos misiones Lunojod, si bien no forma parte del mismo. Su objetivo es reflejar un haz de luz láser disparado desde la Tierra, con el fin de medir con elevada precisión la distancia a la que en un momento determinado se encuentra la Luna. Mediciones similares han sido realizadas por un equipo soviético usando un láser de rubí desde el Observatorio Astrofísico de Crimea.

## Historia
Este experimento se ha venido utilizando desde hace más de 35 años, y continúa activo. El retrorreflector del Apolo 15 es tres veces más grande que los otros dos retrorreflectores de las misiones anteriores, por lo que este retrorreflector fue el objetivo del 75 % de las mediciones hechas en los primeros 25 años del experimento. La mejora en la tecnología desde entonces se ha traducido en un mayor uso de los dos primeros retrorreflectores, desde distintos observatorios del mundo, como el McDonald Observatory (Estados Unidos) y el observatorio de la Costa Azul en (Francia).

## Usos
Algunos de los resultados de este experimento son: 
- La órbita de la Luna se está alejando de la Tierra a un ritmo de 3,8 centímetros por año, debido a las mareas terrestres.[4] Este valor es considerado anormalmente alto.[5]
- La Luna probablemente tiene un núcleo líquido.
- Se ha acotado el error de la medida de la constante gravitacional de Newton, por lo que la fuerza de la gravedad es muy estable.[6]
- La órbita de la Luna medida hasta ahora con los reflectores está dentro de los límites predichos por la teoría de la relatividad de Einstein.

Los dos rovers automáticos del programa soviético Lunojod también llevaron a la Luna pequeños espejos similares. Se recibieron señales de láser rebotadas por el Lunojod 1, pero se perdió el contacto desde 1971, debido a la orientación final de su reflector y cierta incertidumbre sobre su localización en la Luna. En abril de 2010, un observatorio de la universidad de California en San Diego, usaron las imágenes del Lunar Reconnaissance Orbiter para localizarlo. El 22 de abril de 2010 y días posteriores se midió la distancia al rover, con éxito, llegando a una aproximación de 1 metro. Para su sorpresa, los reflectores de Lunojod 1 están reflejando mucha más luz que cualquiera de los otros reflectores sobre la Luna. Por su parte, el retro-reflector del Lunojod 2 continúa reflejando las señales de láser enviadas desde la Tierra.
La innegable presencia de los retrorreflectores láser en la superficie lunar ha sido utilizada como un argumento para refutar las teorías de la conspiración de los alunizajes del Programa Apolo.
El reflector aparece en el capítulo "The Lunar Excitation", número 23 de la tercera temporada de la serie The Big Bang Theory.

## Situación de los L.R.R.R. de las misiones Apolo
- Apolo 11: 0,67337º N, - 23,47293º E
- Apolo 14: 3,64421º S, - 17,47880º W
- Apolo 15: 26,13333º N, - 3,62837º E